# Waldemar Hummer
Waldemar Hummer (* 3. Juli 1942 in Steyr) ist ein österreichischer Jurist und ehemaliger Hochschullehrer an der Universität Innsbruck.

## Leben
Nach der Matura studierte Hummer ab 1960 Rechtswissenschaften an der Universität Wien. Nachdem er dort seinen Abschluss gemacht hatte, promovierte er 1964 in Wien zum Dr. iur. Außerdem promovierte er 1967 in Wien auch zum Dr. rer. pol. und 1974 in Salzburg zum Dr. phil. Von 1967 bis 1970 arbeitete er als Rechtsberater bei der argentinischen Botschaft in Wien, bevor eine Tätigkeit als Universitätsassistent am Institut für Völkerrecht und Internationale Beziehungen an der Universität Linz aufnahm. Dort schloss er 1978 seine Habilitation ab und erhielt die Venia legendi für die Fächer Völkerrecht und Europarecht. Fortan leitete er die Abteilung für Europarecht und Entwicklungsvölkerrecht an vorgenanntem Institut. Von 1982 bis 1984 vertrat Hummer einen Lehrstuhl an der Universität Innsbruck. Ab 1984 hatte er dort den Lehrstuhl für Völkerrecht, Europarecht und Internationale Beziehungen als ordentlicher Professor inne, an dem er bis zu seiner Emeritierung 2010 lehrte und forschte. Während seiner Zeit in Innsbruck war er dort unter anderem wissenschaftlicher Leiter des Europäischen Dokumentationszentrums und des Zentrums für Europarecht. Für die Wiener Zeitung verfasste er jahrelang die Kolumne „Fußnoten eines Europarechtlers“.

## Auszeichnungen
- 1977: Kardinal-Innitzer-Förderungspreis für Rechts- und Staatswissenschaften

## Werke (Auswahl)
Hummer forscht und publiziert vor allem zum Europa- und dem sonstigen Völkerrecht sowie dem internationalen Recht. Hierbei liegt ein Schwerpunkt auf dem süd- und mittelamerikanischen Recht.
- Revindikation von historischen Gebietstiteln in Lateinamerika. Die Forderung Boliviens auf Zugang zum Meer. Universitätsverlag, Graz 1983.
- mit Bruno Simma und Christoph Vedder: 50 Fälle zum Europarecht. 2. Auflage. Florentz, München 1985, ISBN 978-3-88259-341-9.
- Österreich und die EWG. Neutralitätsrechtliche Beurteilung der Möglichkeiten der Dynamisierung des Verhältnisses zur EWG. Signum-Verlag, Wien 1987, ISBN 978-3-85436-051-3.
- mit Karl Zeller: Völkerrechtliche und europarechtliche Probleme der Südtirolautonomie. Wien 1988.
- Europäisches Parlament und Lateinamerika/Karibik. Lateinamerika und die Karibik als Gegenstand der politischen Arbeit des Europäischen Parlaments im Zeitraum 1963-1988. Innsbruck 1989.
- mit Gerhard Wagner: Dokumente und Materialien zum Europarat. VÖAW, Wien 1990, ISBN 978-3-7001-1731-5.
- mit Michael Schweitzer: Ausverkauf Österreichs? Ausländergrundverkehr und EWG. Signum-Verlag, Wien 1990, ISBN 978-3-85436-093-3.
- mit Michael Schweitzer: Raumordnung und Bodenrecht in Europa. Grundverkehrsprobleme in ausgewählten EG-Staaten und Österreich. Signum-Verlag, Wien 1992, ISBN 978-3-85436-133-6.
- mit Michael Schweitzer: Europarecht. Das Recht der Europäischen Gemeinschaften (EGKS, EWG, EAG) – mit Schwerpunkt EWG. 4. Auflage. Metzner, Frankfurt am Main 1993, ISBN 978-3-472-00468-4.
- mit Michael Schweitzer: Übungsbuch zum Europarecht und Völkerrecht. Klausuren zum Europarecht, Völkerrecht und zu den staatsrechtlichen Bezüge. 4. Auflage. Florentz, München 1994.
- mit Friedl Weiss: Vom GATT ‘47 zur WTO ‘94. Dokumente zur alten und zur neuen Welthandelsordnung. Verlag Österreich, Wien 1997, ISBN 978-3-7890-4817-3.
- Waldemar Hummer, Markus Frischhut: Derechos Humanos e integración. Protección de los Derechos Humanos en la Comunidad Andina y en la Unión Europea. Quito-Ecuador 2004, Colección Temas.
- mit Anton Pelinka: Österreich unter „EU-Quarantäne“. Die „Maßnahmen der 14“ gegen die österreichische Bundesregierung aus politikwissenschaftlicher und juristischer Sicht – Chronologie, Kommentar, Dokumentation. Linde, Wien 2002, ISBN 978-3-7073-0351-3.
- (Schieds-)Gerichtsbarkeit in der Karibik. Von der Ad-hoc – Schiedsgerichtsbarkeit in der CARICOM/CCM zum „Karibischen Gerichtshof“ in der CSME. LIT, Wien 2007, ISBN 978-3-8258-0156-4.
- Die Europäische Union – das unbekannte Wesen. Die EU in 240 Bildern. Verlag Österreich, Wien 2010, ISBN 978-3-7046-6205-7.
- Politikwissenschaft in Österreich unter besonderer Berücksichtigung der Europapolitik. Institutionelle und materielle Rahmenbedingungen. StudienVerlag, Innsbruck-Wien-Bozen 2015, ISBN 978-3-7065-5469-5.
- mit Christoph Vedder und Stefan Lorenzmeier: Europarecht in Fällen. Die Rechtsprechung des EuGH, des EuG und deutscher und österreichischer Gerichte. 6. Auflage. Nomos, Baden-Baden 2016, ISBN 978-3-8487-1406-3.